# Granulifusus martinorum
Espèce
Synonymes
- Latirus martinorum Cernohorsky, 1987[1]

Granulifusus martinorum est une espèce d'escargots de mer de la famille des Fasciolariidae originaire des Philippines.

## Systématique
L'espèce Granulifusus martinorum a été décrite en 1987 par le malacologiste tchèque Walter Olivier Cernohorsky (d) (1927-2014) sous le protonyme Latirus martinorum,.

## Description
La taille des coquilles de cette espèce varie de 14 à 20 mm.

## Distribution
Cette espèce vit le long des côtes des Philippines.

## Étymologie
Son épithète spécifique, martinorum, lui a été donnée en l'honneur de Monsieur et Madame R. Martin de Cebu qui ont découvert cette espèce, ainsi que d'autres, dans la province de Bohol.    

## Publication originale
- (en) Cernohorsky, W. O., « The Taxonomy of some Indo-Pacific Mollusca: Part 14. With Descriptions of two New Species », Records of the Auckland Institute and Museum, Auckland, Auckland Institute and Museum (d), vol. 24,‎ 1987, p. 107-122 (ISSN 0067-0464, OCLC 2445118, JSTOR 42906367, lire en ligne).